# 川瀬のブルームフィルター

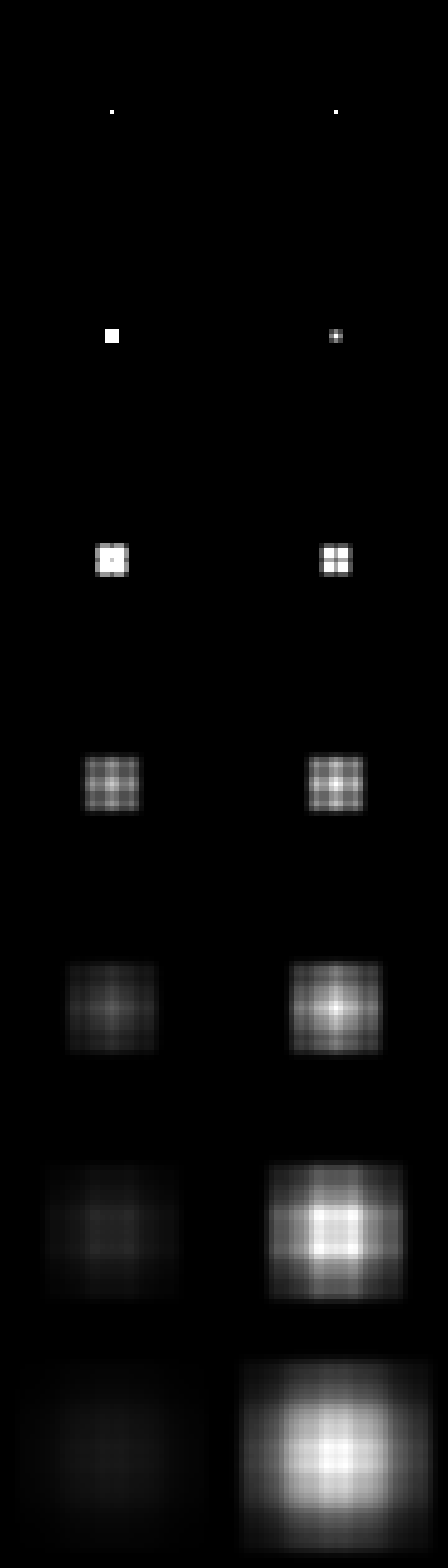
川瀬のブルームフィルターの核（コンボリューション行列）の視覚的表現、すなわち大きさ1ピクセルの輝点にフィルターをかけて得られる図。上から初期状態(輝点）、1-path, 2-path, ..., 6-path フィルタの核を表す。左図はそのまま表したもので、右図は画素の最大値が 255 になるように正規化したもの。

画像処理における、川瀬のブルームフィルター (かわせのブルームフィルター、英: Kawase's bloom filter, Kawase Bloom) とは、高速なぼかし処理アルゴリズムのひとつ。当時ぶんか社に在籍していた川瀬正樹が、2002年にXboxのコンピューターゲーム「DOUBLE-S.T.E.A.L」（Xbox）のグレア表現（（擬似）HDRにおいて、眩い光を持つピクセルが周辺のピクセルに光を溢れさせる視覚効果）のために作り、翌2003年のGame Developers Conferenceでこの技術が発表された。

## 原理
n-path 川瀬のブルームフィルターは、画素(x, y)を4点(x ± (i + 0.5), y ± (i + 0.5)) の平均に置き換える操作を i = 0 から i = n まで n 回繰り返すことで得られる。ここで、小数の座標の画素は線形補間を意味しており、実際には1パスあたり16ピクセルの平均がとられる。この処理は一般的なGPUで高速に行うことができる。